# Clisídi
Clisídi (em grego: Κλησίδιον; romaniz.: Klisídion) ou Klissídi é uma vila cretense da unidade regional de Retimno, no município de Amári, na unidade municipal de Sivrítos. Próximo a ela estão as vilas de Trónos e o Calogéros. Segundo censo de 2011, têm 24 habitantes.